# Álvaro García (rugby à XV)
Pour les articles homonymes, voir García.
García  Albó est un nom espagnol. Le premier nom de famille, en général paternel, est García ; le second, en général maternel, souvent omis, est Albó.
Pas d'image ? Cliquez ici

a Compétitions nationales et continentales officielles uniquement.

b Matchs officiels uniquement.
Dernière mise à jour le 17 février 2025.
Álvaro García, né le 22 août 2003 à Sant Cugat del Vallès (Espagne), est un joueur international espagnol de rugby à XV évoluant au poste de talonneur avec le Stade français Paris.

## Biographie

### Jeunesse, formation et débuts seniors en Espagne (jusqu'en 2023)
Álvaro García naît le 22 août 2003 à Sant Cugat del Vallès en Espagne. Il commence sa pratique sportive en jouant au tennis avant de se tourner vers le rugby à XV au Club de Rugby Sant Cugat (es), où il remporte la Coupe de Catalogne dans la catégorie des moins de 18 ans. Il est sélectionné en équipe nationale des moins de 18 ans,.
En 2021, il rejoint l'Unió Esportiva Santboiana, l'un des clubs majeurs d'Espagne, avec lequel il joue en Championnat d'Espagne et remporte la Supercopa de España en 2023,.
En 2023, il est capitaine de l'équipe d'Espagne des moins de 20 ans lors du Trophée mondial organisé au Kenya,. Il est titulaire lors de la finale victorieuse contre l'Uruguay, permettant à sa sélection d'être promue en Championnat du monde junior, l'élite de la catégorie, pour la saison suivante.

### Départ en France au Stade français Paris et débuts en sélection nationale (depuis 2023)
À partir de l'été 2023, Álvaro García rejoint le centre de formation du Stade français Paris. En août, il est sélectionné pour la première fois en équipe d'Espagne senior. Il fait finalement ses débuts internationaux en novembre suivant contre le Canada. Plus tard dans la saison, il termine troisième du Championnat d'Europe 2024 avec sa sélection,. Pour sa première saison en France, il évolue avec les espoirs du club parisien,.
En novembre 2024, il entre en jeu contre l'Uruguay, puis est nommé capitaine pour la première fois lors du match face aux Fidji à Valladolid, au stade José-Zorrilla,. En début d'année 2025, il fait ses débuts avec l'équipe professionnelle du Stade français en Champions Cup, entrant en jeu contre les Northampton Saints au stade Jean-Bouin. La semaine suivante, il est titulaire contre les Bulls en Afrique du Sud, parvenant à se mettre en valeur malgré la lourde défaire défaite de son équipe. Sélectionné pour le Championnat d'Europe 2025, il fait partie des joueurs importants de l'équipe d'Espagne. Aux côtés de certains de ses coéquipiers, évoluant en Top 14 et en Pro D2, comme Joel Merkler, Thierry Futeu, Hugo Pirlet et le capitaine Jon Zabala, il contribue à la qualification de l'équipe d'Espagne pour la Coupe du monde 2027.

## Palmarès

### En club
- Vainqueur du Championnat d'Espagne en 2022 avec l'UE Santboiana.
- Vainqueur de la Supercoupe d'Espagne en 2023 avec l'UE Santboiana.

### En équipe nationale
- Vainqueur du Championnat d'Europe en 2022 avec l'équipe d'Espagne des moins de 20 ans.
- Vainqueur du Trophée mondial en 2023 avec l'équipe d'Espagne des moins de 20 ans.